# Allocyttus guineensis
Allocyttus guineensis is een straalvinnige vissensoort uit de familie van oreos (Oreosomatidae). De wetenschappelijke naam van de soort is voor het eerst geldig gepubliceerd in 1982 door Trunov & Kukuev.